# ویسنته گونزالس-ویلمیل
ویسنته گونزالس-ویلمیل (انگلیسی: Vicente González-Villamil؛ زادهٔ ۲۵ مارس ۱۹۴۷) بازیکن فوتبال اهل اسپانیا است.
از باشگاه‌هایی که در آن بازی کرده‌است می‌توان به باشگاه فوتبال رئال اویدو اشاره کرد.